# Humbertianthus
Humbertianthus es un género monotípico de plantas con flores de la familia  Malvaceae. Su única especie, Humbertianthus cardiostegius Hochr., es originaria de Madagascar. Fue descrito por Bénédict Pierre Georges Hochreutiner  y publicado en Bulletin du Muséum d'Histoire Naturelle, sér. 2 20: 474, en el año 1948.

## Sinonimia
- Macrostelia laurina (Baill.) Hochr. & Humbert[2]